# MBS 텔레비전
MBS 텔레비전(일본어: MBSテレビ)은 일본의 텔레비전 채널로, 오사카부 오사카시에 본사를 둔 방송국 마이니치 방송이 운영하고 있다. 방송 대상 지역은 긴키 광역권이다.

## 네트워크 가맹국
- NET-TV → ANN 계열 (1959년 3월 1일 ~ 1975년 3월 31일)
- JNN 계열 (1975년 4월 1일 ~ 현재)

## 같이 보기
- MBS 라디오